# Byen vi bor i
Byen vi bor i er en dansk dokumentarfilm fra 1953 instrueret af Karl Roos efter eget manuskript.

## Handling
Man kan vænne sig til meget i byen, man bor i: Jernbanen, der deler byen midt over, rodet bebyggelse, sammenblanding af fabrikker og boliger - og børns leg på trafikerede gader. Det koster menneskeliv, det koster dårlige nerver, og det koster penge. Byplanlægning kan hjælpe. Filmen opfordrer til at tænke sig om.